# Flabellula demetica
Flabellula demetica – gatunek ameby należący do rodziny Flabellulidae z supergrupy Amoebozoa w klasyfikacji Cavaliera-Smitha.
Trofozoit osiąga wielkość 2,8 – 7,4 μm. Nie stwierdzono wytwarzania cyst.
Występuje u wybrzeży Walii.